# Andrej Žnidarčič (šahist)
Andrej Žnidarčič, slovenski pisatelj, publicist, šahist in enigmatik (ugankar), * 18. avgust 1957, Koper.
Andrej Žnidarčič, mojstrski kandidat v šahu; najvišji FIDE rating v karieri: 2251 točk (1997); šahovski orgnizator; urednik Šahovskega utripa, internetnega časopisa Šahovskega društva Piran: www.drustvo-sahpiran.si.  
Enigmatika: objavljal je križanke in druge uganke v reviji KiH. 
Literatura: Izdal otroško knjigo z naslovom Mali detektiv Marko - Kje je Flopi. Napisal je igro za otroke Čudaki (Mentor, 2014). Objavlja kratko prozo in pesmi.
Publicistika: Pripravil in uredil je zbornik 120 let veslanja v Piranu. 